# Rio Vista (Califòrnia)
Rio Vista és una població dels Estats Units a l'estat de Califòrnia. Segons el cens del 2007 tenia 7.876 habitants.

## Demografia
Segons el cens del 2000, Rio Vista tenia 4.571 habitants, 1.881 habitatges, i 1.286 famílies. La densitat de població era de 261,5 habitants/km².
Dels 1.881 habitatges en un 29% hi vivien nens de menys de 18 anys, en un 55,9% hi vivien parelles casades, en un 8,7% dones solteres, i en un 31,6% no eren unitats familiars. En el 26,4% dels habitatges hi vivien persones soles el 13,9% de les quals corresponia a persones de 65 anys o més que vivien soles. El nombre mitjà de persones vivint en cada habitatge era de 2,43 i el nombre mitjà de persones que vivien en cada família era de 2,92.
Per edats la població es repartia de la següent manera: un 25% tenia menys de 18 anys, un 6,1% entre 18 i 24, un 25,6% entre 25 i 44, un 23,6% de 45 a 60 i un 19,7% 65 anys o més.
L'edat mediana era de 41 anys. Per cada 100 dones de 18 o més anys hi havia 92,4 homes.
La renda mediana per habitatge era de 44.534 $ i la renda mediana per família de 52.007 $. Els homes tenien una renda mediana de 43.458 $ mentre que les dones 28.665 $. La renda per capita de la població era de 24.627 $. Entorn del 6,6% de les famílies i el 10,2% de la població estaven per davall del llindar de pobresa.

## Poblacions més properes
El següent diagrama mostra les poblacions més properes.